# Amalie Materna
Amalie Materna (St. Georgen, Áustria, 10 de Julho de 1844 -  Viena, 18 de Janeiro de 1918) foi uma cantora lírica (soprano) austríaca. Estreou no teatro Thalia em Graz, talvez em 1864, e posteriormente casou-se com Karl Friedrich, ator, e trabalhou com ele nos teatros dos bairros de Viena, onde cantou em operetas. Em 1869 apareceu na ópera imperial de Viena, no papel de Selika em "L'Africaine" com sucesso.

## Dados da carreira
Em 1876 ganhou reputação internacional pela performance de Brünnhilde na tetralogia de O Anel do Nibelungo no festival de Wagner em in Bayreuth. Cantou em concertos na Inglaterra em 1877, e foi aos Estados Unidos em 1882 para cantar no festival de música de Nova Iorque naquele ano. Foi contemporânea de possível rival de Lilli Lehmann.
Amalie Materna foi a primeira Kundry em Parsifal.